# 1944
Cette page concerne l'année 1944 (MCMXLIV en chiffres romains) du calendrier grégorien.
Pour l’article homonyme, voir 1944 (chanson).
L'année 1944 est une année bissextile qui commence un samedi.

## En bref
- Mars : les Japonais reculent dans le Pacifique.
- 6 juin : débarquement de Normandie.
- 22 juin : opération Bagration.
- 22 juillet : accords de Bretton Woods.
- 15 août : débarquement de Provence.
- 25 août : libération de Paris.
- Novembre : 
  - en Chine, à la suite de l'opération Ichi-Go, les Japonais ont pris toutes les bases de bombardement américaines, sauf Chongqing. Au Japon, les Américains bombardent les villes à partir des bases situées dans les îles Mariannes.
  - début des Massacres de Kremnička et Nemecká.
- Le prix Nobel de la paix est décerné au Comité international de la Croix-Rouge (attribué rétroactivement en 1945).

## Événements

### Afrique
- 11 janvier : le parti nationaliste Istiqlal publie un manifeste pour l’indépendance du Maroc[1].
- 29 janvier : manifestations indépendantistes dans les rues de Rabat, Salé et Fès (30 janvier-7 février) réprimées par l’armée, à Fès en particulier[1].

- 30 janvier : la France libre réunit la conférence de Brazzaville (fin le 8 février)[1]. De Gaulle affirme la nécessité d’engager les colonies « sur la route des temps nouveaux ». L’idée d’autonomie dans les colonies est écartée.
- 20 février : mutinerie de la Force publique à Luluabourg dans le Kasai, Congo belge[2].
- 7 mars : ordonnance accordant l’égalité civile aux musulmans d’Algérie accordant le droit de vote à 60 000 Algériens[1].
- 14 mars : création des Amis du manifeste et de la liberté en Algérie[1].
- 31 mars-24 avril : mutinerie des troupes grecques contre le Gouvernement grec en exil en Égypte[3].
- 4 avril, Algérie : entrée au Comité français de libération nationale de deux communistes, François Billoux et Fernand Grenier[4].
- 8 avril : mise à l’écart du général Giraud, qui perd ses fonctions de commandant en chef des Armées[4].
- 14 avril : conférence sur l’Afrique organisée à New York par la CAA (Council on African Affairs (en))[5]. Elle fait renaître l’idée d’un Ve Congrès panafricain.
- 5 juillet : décret amputant le Soudan français de près de 300 000 km2 et de plus de 120 000 habitants : une partie des cercles de Kayes, Nioro, Néma et Tombouctou sont attribués à la Mauritanie (Hodh Ech Chargui et Hodh El Gharbi actuel)[6].
- 1er octobre : formation de la Kenya African National Union[7].
- 5 octobre : premiers Africains au Conseil législatif au Kenya[7].
- 28 octobre : création de l’Association des évolués de Stanleyville, Congo belge[8].

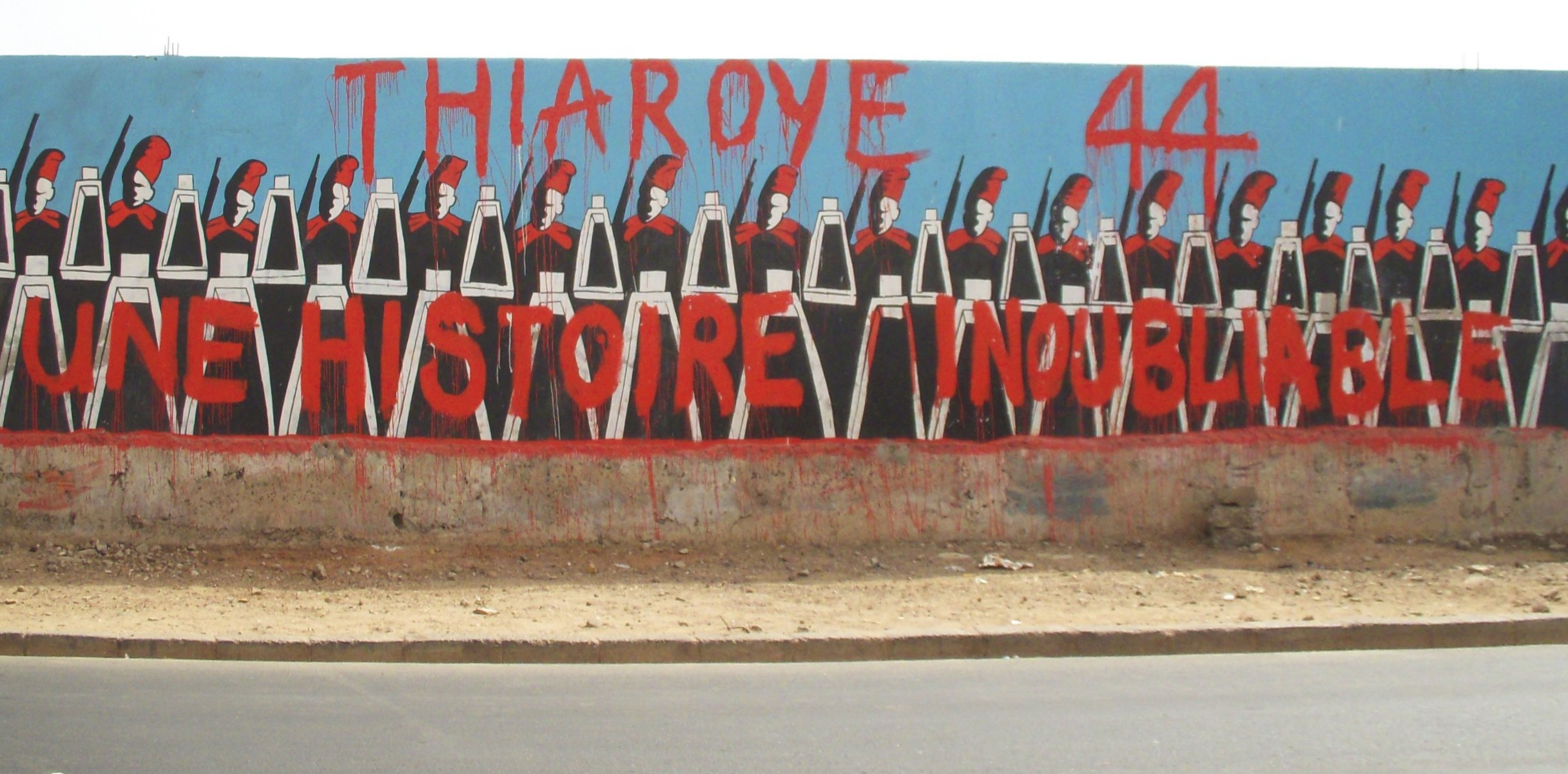
Dakar : fresque commémorant le massacre de Thiaroye

- 30 novembre-1er décembre : mutineries de Thiaroye, au Sénégal. Les « tirailleurs » réclament l’égalité de solde et de prime de démobilisation avec les soldats français[9]. La répression provoque 35 morts, 35 blessés graves et 15 mutins sont condamnés.
- 19 décembre : restauration de la souveraineté de l’Éthiopie. Les accords du 31 janvier 1942 et de décembre 1944 rendent à Hailé Sélassié le gouvernement de l’Éthiopie[10].

- Création à Londres de la Panafrican Federation (PAF)[11].

### Amérique
- 15 janvier : séisme de San Juan, en Argentine[12].

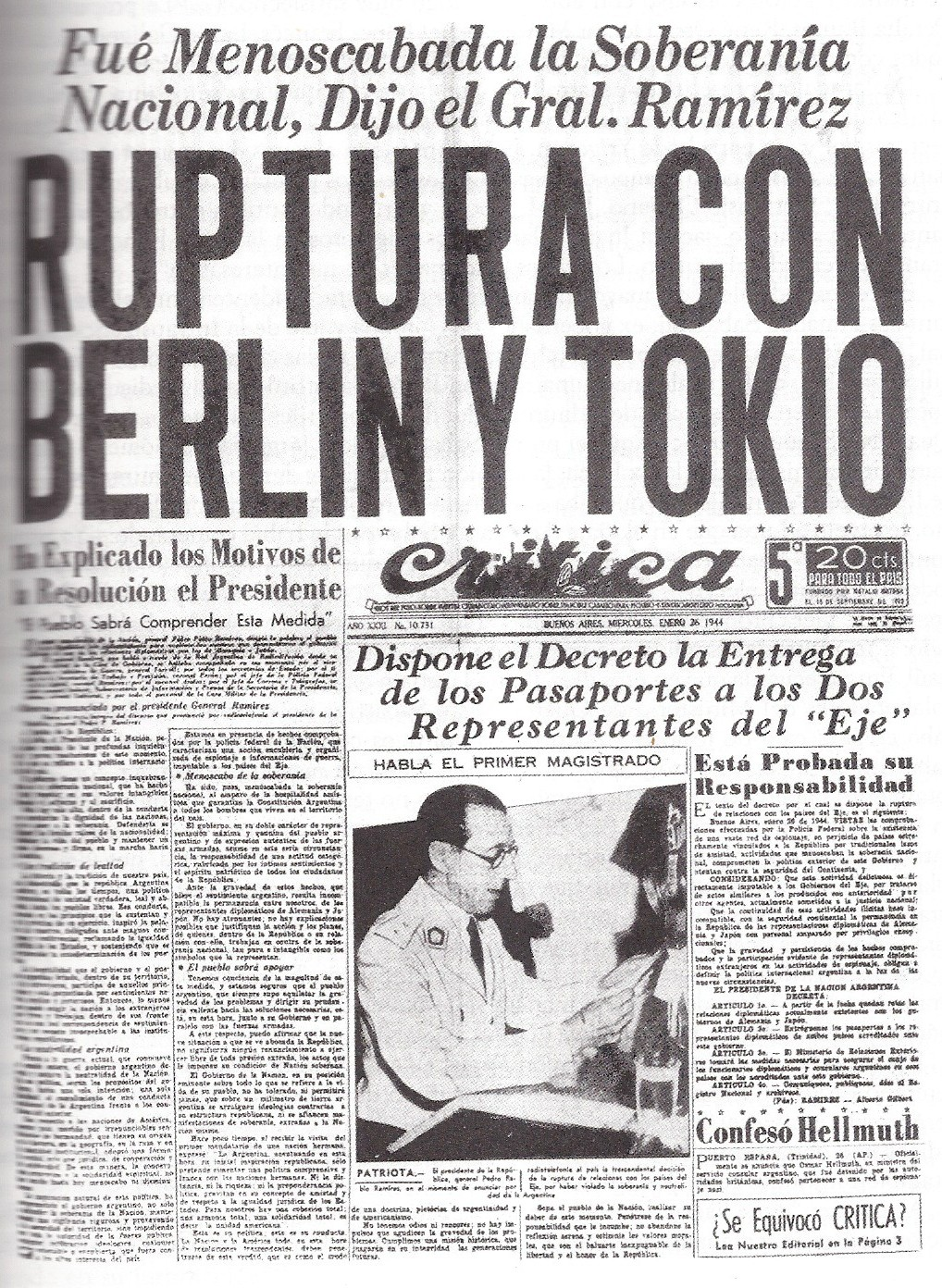
Une du journal Critica annonçant la rupture des relations diplomatiques entre l’Argentine et les forces de l’Axe.

- 26 janvier : le président argentin Pedro Pablo Ramírez rompt les relations diplomatiques de l’Argentine avec l’Allemagne et le Japon[13].
- 24 février : le général Ramírez annonce sa démission à la suite d’une lutte intestine à l’armée. Le général Edelmiro Julián Farrell, hostile aux alliés, devient président en Argentine le 10 mars (fin en 1946)[13].
- Mars : le président colombien López présente sa démission pour raisons familiales. Une grève civique organisée par la classe ouvrière pour exprimer son soutien l’oblige à poursuivre son mandat[14].
- 8 mai, Costa Rica : début du mandat de Teodoro Picado Michalski, président du Costa Rica. Calderón, qui s’appuie sur les communistes et l’Église catholique, fait élire Michalski au terme d’une procédure frauduleuse[15] (fin en 1948).
- 9 mai : le dictateur salvadorien Maximiliano Hernández Martínez est renversé[16].
- 10 mai : déclaration de Philadelphie. L’Organisation internationale du travail (OIT) marque la préoccupation des États et de la société civile en matière de droits de l’homme[17].
- 28 mai - 31 mai : Revolución del 28 de mayo. Une rébellion populaire ramène au pouvoir en Équateur le leader populiste en exil José María Velasco Ibarra. Il tente de démocratiser le régime (Constitution et élections en 1945)[18].
- 10-13 juin : création de la Fédération syndicale des travailleurs des mines en Bolivie (Federación Sindical de Trabajadores Mineros de Bolivia (es))[19].
- 1er juillet :
  - le dictateur guatémaltèque Jorge Ubico, privé de soutien, doit démissionner devant l’agitation sociale[16]. La junte qui le remplace (Federico Ponce Vaides) tente de passer outre aux demandes de démocratisation[20].
  - ouverture de la conférence économique de Bretton Woods (New Hampshire) réunissant 44 pays, dont l’URSS[21].
- 2 juillet, Brésil : un corps expéditionnaire de 25 000 hommes est envoyé en Italie (457 tués, 2000 blessés)[22].
- 7 juillet :
  - Juan Perón devient vice-président de l’Argentine[23].
  - au Nicaragua, le dictateur Somoza répond à l’agitation sociale en promettant qu’il ne cherchera pas à obtenir un nouveau mandat de huit ans lors des élections de 1947[24].
- 10 juillet, Colombie : Golpe de Pasto. Échec d’une tentative de coup d’État menée par les militaires proches des conservateurs. Le président López déclare l’état de siège et décrète de nouvelles mesures favorables aux syndicats, dont le closed shop[14].
- 22 juillet : accords de Bretton Woods[21]. Création du FMI et de la Banque mondiale (BIRD). Les États-Unis imposent leur monnaie, seule capable de convertibilité en or.

21 août - 7 octobre : conférence de Dumbarton Oaks.

- 21 août - 7 octobre : plan de Dumbarton Oaks chargé d’étudier la création d’une Organisation des Nations unies[25].
- 7 octobre : fin des travaux de la conférence de Dumbarton Oaks[25].
- 20 octobre : révolution au Guatemala (fin en 1954). Les militaires s’emparent du pouvoir et annoncent des élections législatives et présidentielles pour décembre. Un universitaire exilé, Juan José Arévalo, est élu avec 85 % des suffrages exprimés, ouvrant une période de dix ans de démocratisation (début le 15 mars 1945)[20]. Les communistes soutiennent activement son gouvernement tandis que la droite complote (près de trente tentatives de coup d’État en cinq ans).
- 7 novembre : Franklin D. Roosevelt est élu président des États-Unis pour la quatrième fois, face à Thomas E. Dewey[26].
- 7 décembre : signature à Chicago de la convention relative à l’aviation civile internationale[27].

### Asie et Pacifique
- 2 janvier : débarquement allié sur Saidor, en Nouvelle-Guinée. Les Australiens prennent la base japonaise de Sio le 16 janvier[28]. Les Japonais se retirent. C’est la dernière grande bataille de la campagne de la péninsule de Huon qui conjointement à celle des monts Finisterre mène au contrôle de la péninsule de Huon par les Alliés.
- 31 janvier : débarquement sur Kwajalein de la Task Force 38, victoire américaine dans les îles Marshall[29].
- 15 février, campagne des îles Salomon : l’armée néo-zélandaise appuyée par l’armée américaine prend le contrôle des îles Green[30].
- 17 février - 18 février : opération Hailstone contre la base japonaise de Truk dans les îles Carolines[31].
- 17 - 22 février : débarquement et bataille d’Eniwetok, victoire américaine dans les îles Marshall[29].
- 23 février[32] : déportation de 478 479 Tchétchènes et Ingouches en Kirghizie (20 %) et au Kazakhstan (80 %)[33].
- 24 février, Indonésie : une révolte paysanne, provoquée par l’abus des réquisitions de riz par les Japonais, éclate dans le village de Singaparna, près de Tasikmalaya, dans la résidence de Priangan (Java occidental), conduite par un chef religieux musulman, Kiai Haji Zainal Mustafa (en)[34].
- 29 février : MacArthur lance une reconnaissance en force sur l’île de Manus ; début de la campagne des îles de l’Amirauté (fin le 18 mai)[35].
- 5 mars : décret du Comité d’État pour la Défense de l’URSS ordonnant de déporter les Balkars. 25 000 sont envoyés au Kazakhstan et 15 000 en Kirghizie[33].
- 6 mars :
  - débarquement allié à Talasea, dernière grande opération américaine en Nouvelle-Bretagne après les batailles de Cape Gloucester et d’Arawe[36]. L'offensive en Nouvelle-Bretagne est stoppée, la base de Rabaul sur l'île, plus grande base militaire nippone dans le Pacifique Sud, ne représentant plus une menace et désormais privée de toute possibilité de soutien ou de renfort.
  - début de l’opération U-Go, offensive des Japonais contre l’Inde britannique[37] ; elle est repoussée lors notamment de la bataille d’Imphal et la bataille de Kohima.
- 8 mars : contre-attaque japonaise majeure sur Bougainville[38].
- 20 mars : débarquement allié sur Emirau, en Nouvelle-Guinée[39].

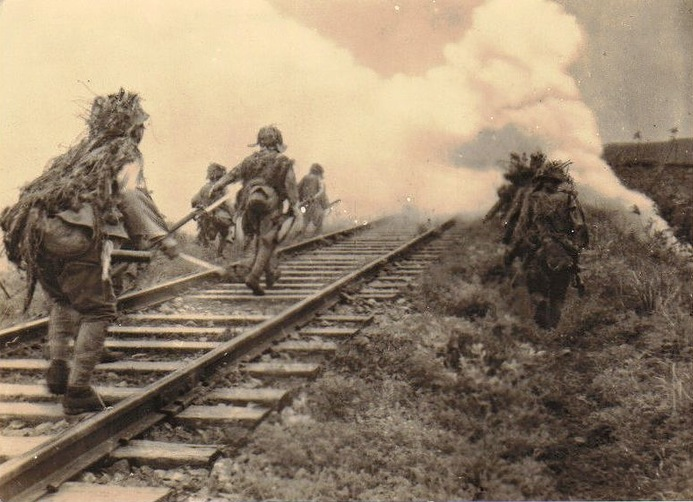
18 avril : opération Ichi-Go. Attaque des troupes japonaises sur la ligne Guangdong–Hankou en juillet 1944.

- 18 avril, Chine : début de l’opération Ichi-Go ou bataille de Henan-Hunan-Guangxi. Les Japonais franchissent le fleuve Jaune dans le Henan et lancent une offensive majeure en Chine centrale et méridionale pendant la guerre sino-japonaise[40].
- 22 avril : débarquement allié sur Aitape, en Nouvelle-Guinée[41].
- 22 - 26 avril : victoire décisive alliée à la bataille de Hollandia qui prive l’empire du Japon d’une de ses principales bases en Nouvelle-Guinée[42].
- 6 mai : Gandhi est libéré. Il essaye en vain de traiter avec Jinnah pour le convaincre de renoncer à la partition des Indes[43].
- 11 mai : décret du Comité d’État pour la Défense de l’URSS ordonnant la déportation des Tatars de Crimée en Asie centrale ; les Bulgares, les Grecs et les Arméniens de Crimée sont également déplacés (199 215 personnes au total)[44].
- 17 mai : débarquement américain sur Wakde, en Nouvelle-Guinée[42].
- 25 mai, Chine : les Japonais prennent Luoyang[45].
- 27 mai - 20 août : victoire alliée à la bataille de Biak, en Nouvelle-Guinée[42].
- 14 juin : début de la bataille de Wakde-Sarmi (Lone Tree Hill), en Nouvelle-Guinée[46].

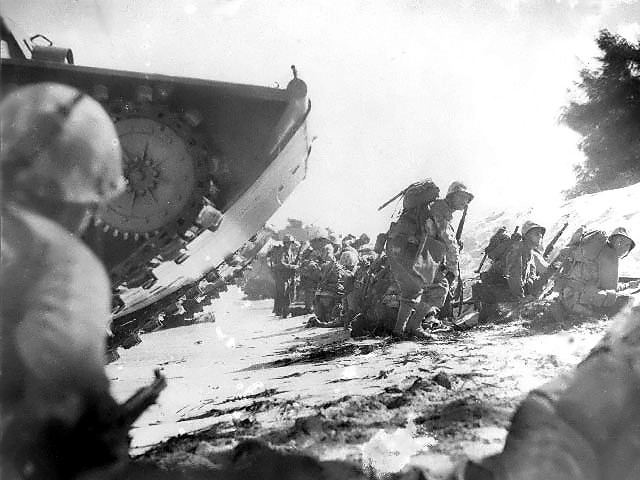
15 juin : bataille de Saipan.

- 15 juin : débarquement américain à Saipan, territoire japonais dans les îles Mariannes, qui tombe le 9 juillet ; 30 000 soldats japonais sont tués ainsi que 10 000 civils qui préfèrent le suicide à la reddition[47]. Cette tête de pont doit permettre le débarquement de 150 000 hommes (voir aussi Opération Forager).
- 16 juin : premiers bombardements américains sur le Kyūshū au Japon à partir de Chengdu, en Chine[45] ; 47 B-29 bombardent Kokura et Yawata.
- 18 juin : les Japonais prennent Changsha, en Chine[40].
- 19 - 20 juin : victoire américaine à la bataille de la mer des Philippines[48].
- 2 juillet - 31 août : assaut aéroporté suivi d’un débarquement américain sur Noemfoor[49].
- 10 juillet - 25 août : victoire alliée à la bataille d’Aitape, ou bataille de la rivière Driniumor[50], en Nouvelle-Guinée.
- 18 juillet, Japon : démission du gouvernement dirigé par le général Hideki Tōjō, au pouvoir depuis 1941[47].
- 21 juillet - 10 août : victoire américaine à la bataille de Guam[51].
- 22 juillet : le général Kuniaki Koiso est nommé Premier ministre du Japon[47].
- 24 juillet - 1er août : victoire américaine à la bataille de Tinian[52].
- 26 juillet, Thaïlande : le gouvernement Phibun Songkram, pro-japonais, est renversé. Khuang Abhaiwongse (Pridi) prend le pouvoir le 1er août et se montre solidaire des Alliés[53],[54].
- 30 juillet - 31 août : victoire alliée à la bataille de Sansapor, en Nouvelle-Guinée[49].
- 31 juillet, Tibet : ouverture d’une école britannique à Lhassa, qui doit fermer au bout de cinq mois en raison de l’opposition monastique[55].
- 1er août : en Birmanie, Aung San, Thakin Soe et Thakin Than Tun, membres du Parti communiste de Birmanie, forment l’Organisation anti-fasciste[56], qui devient après la reddition du Japon la Ligue anti-fasciste pour la liberté du peuple (LAFPL).
- 5 août : les prisonniers japonais tentent de s’évader du camp de Cowra, en Australie. Sur 1104 prisonniers impliqués, 231 sont tués et 334 parviennent à s’enfuir[57].
- 8 août : les Japonais prennent Hengyang, en Chine[40].
- Août : devant la dégradation de la situation aux Indes britanniques, lord Wavell presse Londres de négocier la formation d’un gouvernement intérimaire mais se heurte à Churchill[58]. Les grèves et les manifestations se multiplient. Les difficultés consécutives à la guerre (pénurie alimentaire, inflation), provoquent des émeutes.
- 7 septembre, Indonésie : le premier ministre japonais Kuniaki Koiso promet l’indépendance « pour un avenir très proche »[59]. Les difficultés des forces de l’Axe en été favorisent l’organisation d’un mouvement antijaponais.
- 10 septembre : les Japonais entrent dans le Guangxi, en Chine[40].
- 14 septembre : les Pays-Bas installent à Brisbane un gouvernement provisoire des Indes orientales néerlandaises[60].
- 15 septembre :
  - débarquement allié à Morotai, en Nouvelle-Guinée[61].
  - les forces amphibies américaines débarquent à Peleliu, dans l’archipel des Palaos, dont ils achèvent la conquête le 26 septembre à Blood Nose Ridge. 13 600 Japonais, 1 252 « marines » et 208 hommes de la 81e division d’infanterie sont tués dans les combats[62].
- 17 septembre : les Américains débarquent à Angaur, dans les Palaos[61].

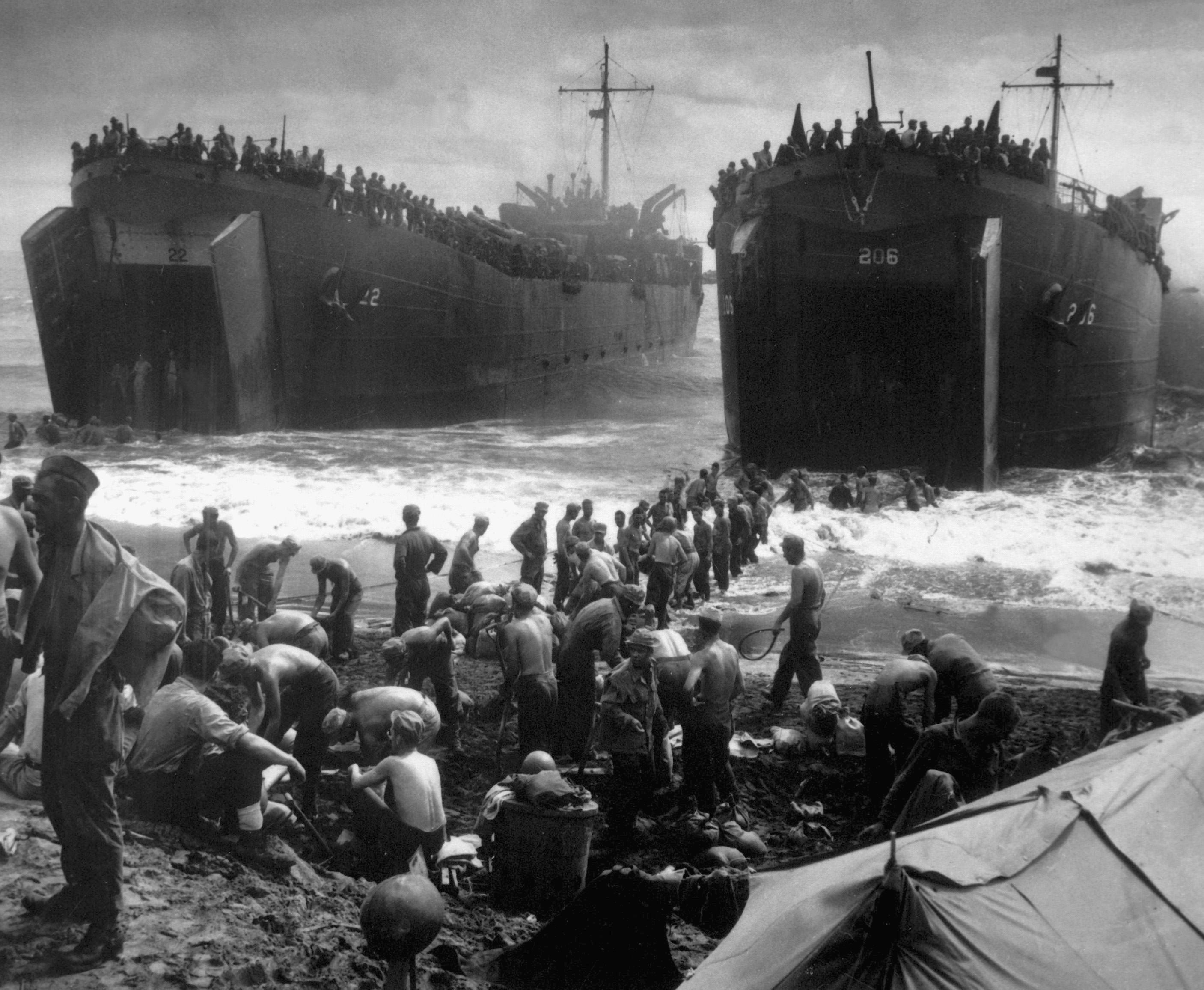
20 octobre : débarquement au golfe de Leyte.

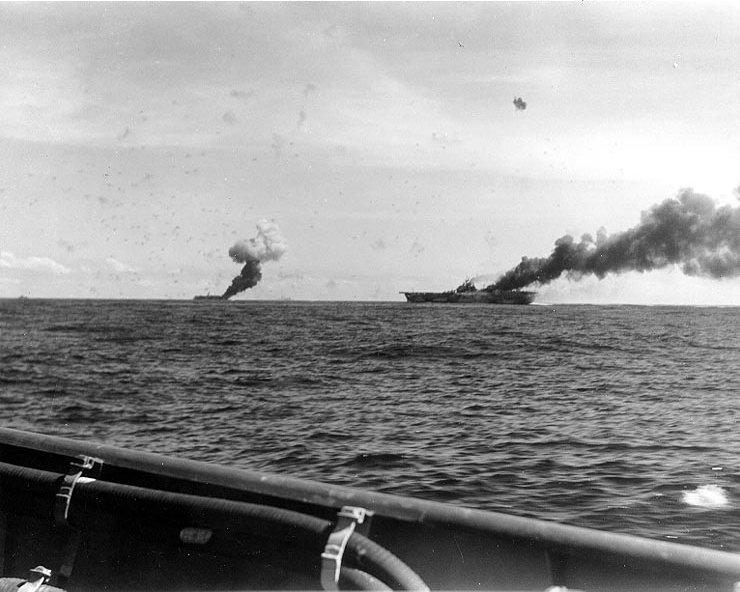
30 octobre : attaques kamikazes sur l’USS Franklin (CV-13) à droite et l’USS Belleau Wood (CVL-24) à gauche.

- 15 octobre : le contre-amiral japonais Masafumi Arima s’écrase sur un porte-avions américain ; il serait le premier « kamikaze »[63].
- 20 octobre :
  - les « forces spéciales d’attaque par choc corporel » (Taiatari Tokubetsu Kôgekitai), un escadron de « kamikazes », sont créées sur la base aérienne de Mabalacat, à 100 km de Manille, par le vice-amiral Takijirō Ōnishi, qui commande les forces aéronavales japonaises des Philippines[64].
  - débarquement américain au golfe de Leyte[65]. Début de la campagne des Philippines. Malgré l’emploi de kamikazes contre les navires américains à partir du 25 octobre, les Japonais sont vaincus après une grande bataille navale (23-25 octobre)[48]. La marine japonaise ne constitue plus une menace.
- 21 octobre : début de la bataille de Guilin-Liuzhou en Chine. Les Japonais prennent Guilin le 10 novembre et Liuzhou le lendemain[66].
- Octobre : début d’une grande famine au Vietnam (fin en mai 1945)[67].
- 5 novembre : raid aérien allié sur Singapour[68].
- 24 novembre : premier bombardement de Tōkyō à partir de Saipan dans les Mariannes[45].
- 25 novembre : la prise de Nanning par les Japonais à l’issue de l’opération Ichi-Go leur permet de contrôler la route de l’Indochine[45].
- 15 décembre : les Alliés débarquent sur Mindoro, qui devient leur tête de pont pour la reconquête des Philippines[42].
- 22 décembre : Võ Nguyên Giáp crée l’Armée populaire vietnamienne[69].

### Proche-Orient
- 31 janvier : la CASOC, compagnie américaine disposant des plus importantes concessions pétrolières du Moyen-Orient, prend le nom d’Arabian American Oil Company (ARAMCO) et renforce ses liens avec le royaume saoudien[70].
- 8 août : le Royaume-Uni et les États-Unis signent un acte pétrolier, s’accordant sur le « principe d’un accès égal » au pétrole du Moyen-Orient[71].
- 25 septembre-10 octobre : ouverture du congrès préparatoire au protocole d’Alexandrie[72].

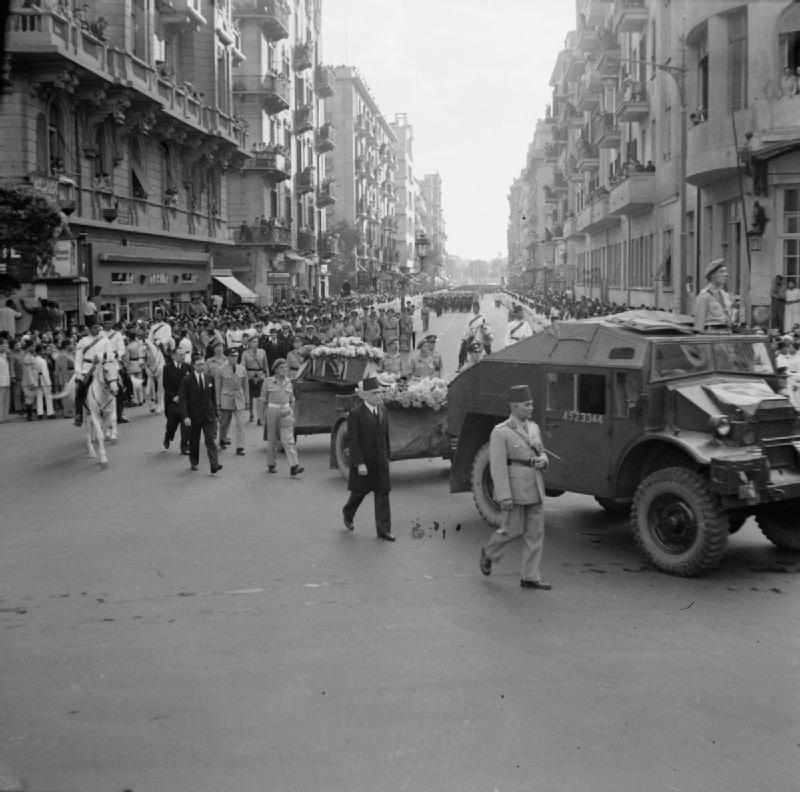
Funérailles de lord Moyne.

- 7 octobre : protocole d’Alexandrie[73]. Création d’une ligue des États arabes, formée de tous les États arabes indépendants souhaitant y adhérer. Un conseil de la Ligue représentera sur un pied d’égalité les États membres. Les décisions du conseil seront exécutoires et obligatoires. Le recours à la force est proscrit entre les pays de la LEA et le conseil assurera la médiation dans tout différend. La souveraineté et l’indépendance du Liban sont rappelées. Le comité rappelle son soutien à la cause de l’indépendance des arabes de Palestine, demande le maintien de l’arrêt de l’immigration juive et la sauvegarde des terres arabes[72].
- 8 octobre, Égypte : le roi Farouk Ier renvoie le gouvernement wafdiste de Nahhas Pachas et appelle au pouvoir des membres des partis minoritaires libéraux, dirigés par Ahmad Maher[74].
- 2 novembre : l’Allemagne déclare publiquement s’engager en faveur de l’indépendance et de l’unité arabe[75].
- 6 novembre : au Caire, deux jeunes Juifs du groupe Lehi, Eliahou Hakim et Eliahou Bet Zouri, abattent dans sa voiture lord Moyne, haut-commissaire de Londres au Proche-Orient[76]. Ce dernier avait refusé l’accostage du Struma, un bateau roumain transportant 700 réfugiés d’Europe centrale dont 300 enfants. Le bateau repoussé avait été torpillé en mer Noire. Arrêtés aussitôt, Hakim et Bet Zouri sont condamnés à mort et pendus[77].

### Europe

#### Europe occidentale
- 3 janvier : accident ferroviaire de Torre del Bierzo en Espagne[78].

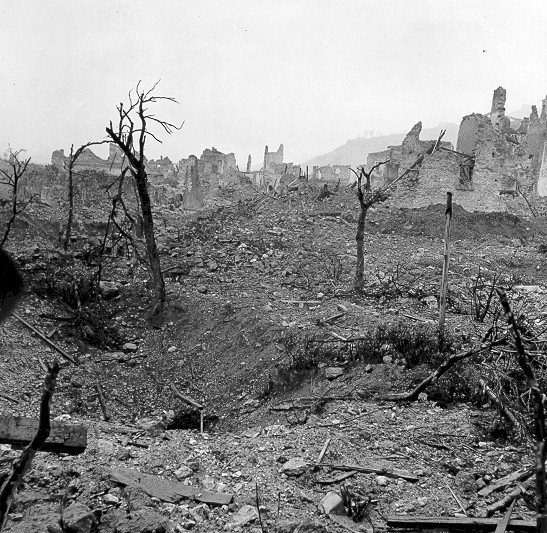
17 janvier-18 mai : bataille de monte Cassino

- 11 janvier : à la suite du procès des hiérarques fascistes qui ont voté la motion Grandi le 24 juillet 1943 à Vérone, Ciano et d’autres dirigeants arrêtés sont condamnés à mort et exécutés[79].
- 17 janvier : début de la bataille du monte Cassino en Italie[80].
- 21-22 janvier : première d’une série d’opérations menées par la Luftwaffe contre Londres (fin en mai)[81].
- 22 janvier, campagne d’Italie : opération Shingle. Débarquement anglo-américain à Nettuno et à Anzio, 55 km au sud de Rome[82].
- 23 janvier : adoption du plan d’intoxication Bodyguard, qui succède à l’opération Jael, mené par les services secrets alliés (London Controlling Section), pour tromper les Allemands sur les intentions des Alliés concernant le débarquement de troupes en Europe[83].
- 15-16 février : la Royal Air Force lance sur Berlin la plus violente attaque aérienne depuis le début du conflit. 2 643 tonnes de bombes sont larguées[84].
- 22-23 février : bombardement de Stockholm par l’aviation soviétique[85].
- Nuit du 6 au 7 mars : bombardement de la gare de triage de Trappes, première opération du Transportation Plan, engagé pour paralyser le réseau ferré pour isoler la Normandie, adopté officiellement par les Alliés le 15 avril[86].
- 14 mars : l’Union soviétique établit des relations diplomatiques avec le gouvernement italien de Badoglio[87].
- 24 mars : massacre des Fosses ardéatines. Les Allemands exécutent 335 otages à la suite d’un attentat à Rome Via Rasella contre un détachement de SS[4].
- 26 mars : miliciens et Allemands donnent l’assaut au maquis des Glières dans le département de la Haute-Savoie[88].
- 30 - 31 mars : bombardement de Nuremberg. L’aviation britannique subit ses plus fortes pertes depuis le début du conflit en une seule nuit[89].
- 3 avril : opération Tungsten, attaque britannique contre le cuirassé allemand Tirpitz en Norvège[90].
- 21 avril : l’article 17 de l’Ordonnance portant organisation des pouvoirs publics en France après la Libération accorde le droit de vote aux femmes[91].
- 26 avril, Grèce : gouvernement d’union nationale formé au Caire par le social-démocrate Georges Papandreou (fin le 3 janvier 1945)[92].
- 8 mai : le jour-J pour l’opération Overlord est fixé au 5 juin[93].
- 11 mai, Italie : offensive « Diadem » (bataille du Garigliano) ; déclenchement à 23 heures de l’offensive finale des Alliés contre la ligne Gustave entre le mont Cassin et la mer Tyrrhénienne. L’objectif est d’éliminer toutes les troupes allemandes au sud de Rome[94]. Le 18 mai, les ruines du monastère bénédictin tombent aux mains d’un régiment polonais attaché à la VIIIe armée britannique[95]. Les Américains avancent sur la côte. La bataille de Cassino menée depuis janvier a coûté 54 000 hommes aux Alliés et 20 000 aux Allemands[96].
- 17 - 20 mai : conférence du Liban entre le Gouvernement grec en exil en Égypte et les différentes organisations de la Résistance grecque, dans le but de former un gouvernement d’unité nationale[97].
- 20 - 23 mai : référendum en Islande qui décide de l’indépendance totale vis-à-vis du Danemark et de l’institution d’une république[98].
- 26 mai : bombardements alliés sur le sud-est et le centre-est de la France dans le cadre du Transportation Plan (Lyon, Saint-Étienne, Nice et Chambéry)[99].
- 27 mai : bombardements alliés sur Marseille et Avignon[100].

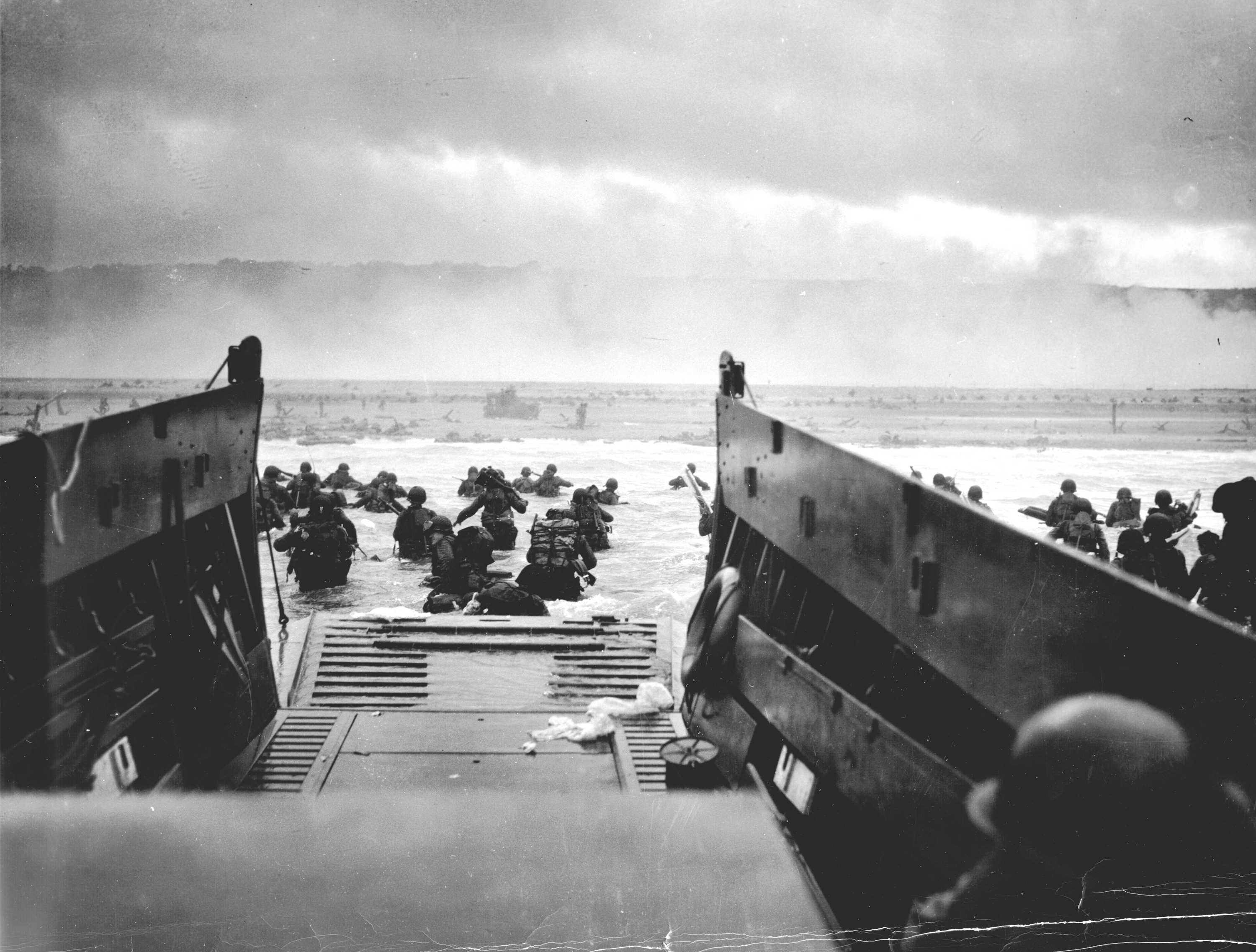
6 juin : D Day

- 30 mai : Visite officielle du maréchal Philippe Pétain à Nancy.
- 3 juin : création du gouvernement provisoire de la République française[1].
- 4 juin : les Alliés entrent dans Rome évacuée par les Allemands. Le lendemain Victor-Emmanuel transmet ses pouvoirs au prince héritier, nommé lieutenant général du Royaume[82].
- 6 juin : l’opération Overlord est lancée par les Alliés, pour envahir la Normandie (D Day)[93]. 176 000 hommes débarquent sur les côtes normandes[101].
- 7 juin : arrestation du roi des Belges Léopold III qui est emmené en Allemagne[102].
- 10 juin : massacre de 643 personnes à Oradour-sur-Glane par les SS[103].
- 13 juin : premier bombardement de Londres par les missiles V1[104].
- 17 juin : Proclamation de la république en Islande à Þingvellir le jour du 133e anniversaire de la naissance de Jón Sigurðsson, le chef du mouvement pacifiste islandais. Le Royaume d'Islande était jusqu'alors en union personnelle avec le royaume du Danemark. Sveinn Björnsson est élu président de la République islandaise (fin en 1952)[105].
- 24 juin : un rapport, désigné sous le nom de « Protocoles d’Auschwitz », est publié partiellement à Londres par l’Exchange Telegraph, puis dans son intégralité en novembre à Washington à l’initiative du War Refugee Board[106].
- 30 juin : prise de Cherbourg[107].

9 juillet : ruines de Caen

- 9 juillet : La rive gauche de Caen est libérée par les Britanniques après de terribles bombardements[108].
- 17 juillet : opération Mascot, attaque britannique contre le cuirassé allemand Tirpitz en Norvège[90].
- 18 juillet : prise d’Ancône par les Alliés[109].
- 20 juillet : attentat manqué contre Adolf Hitler à son quartier général de Rastenburg[110]. Cette conspiration organisée surtout par des officiers supérieurs (comme Claus Schenk von Stauffenberg) va être suivie d’une répression féroce.
  - La ville de Caen est entièrement libérée mais reste sous la pression allemande.
- 3 août : la loi Butler sur l’éducation reçoit la sanction royale au Royaume-Uni[111]. Elle place le système éducatif sous la tutelle d’un ministère spécifique et le réorganise en trois cycles distincts. L’obligation scolaire est portée à l'âge de quinze ans.
- 4 août :
  - les troupes alliées entrent dans Florence où des partisans se battent depuis quelques semaines contre les troupes allemandes[109].
  - arrestation d’Anne Frank et de sa famille. Elle meurt des conséquences de la faim et de la maladie au camp de concentration de Bergen-Belsen en février ou mars 1945[112].
- 15 août : débarquement de Provence[113].

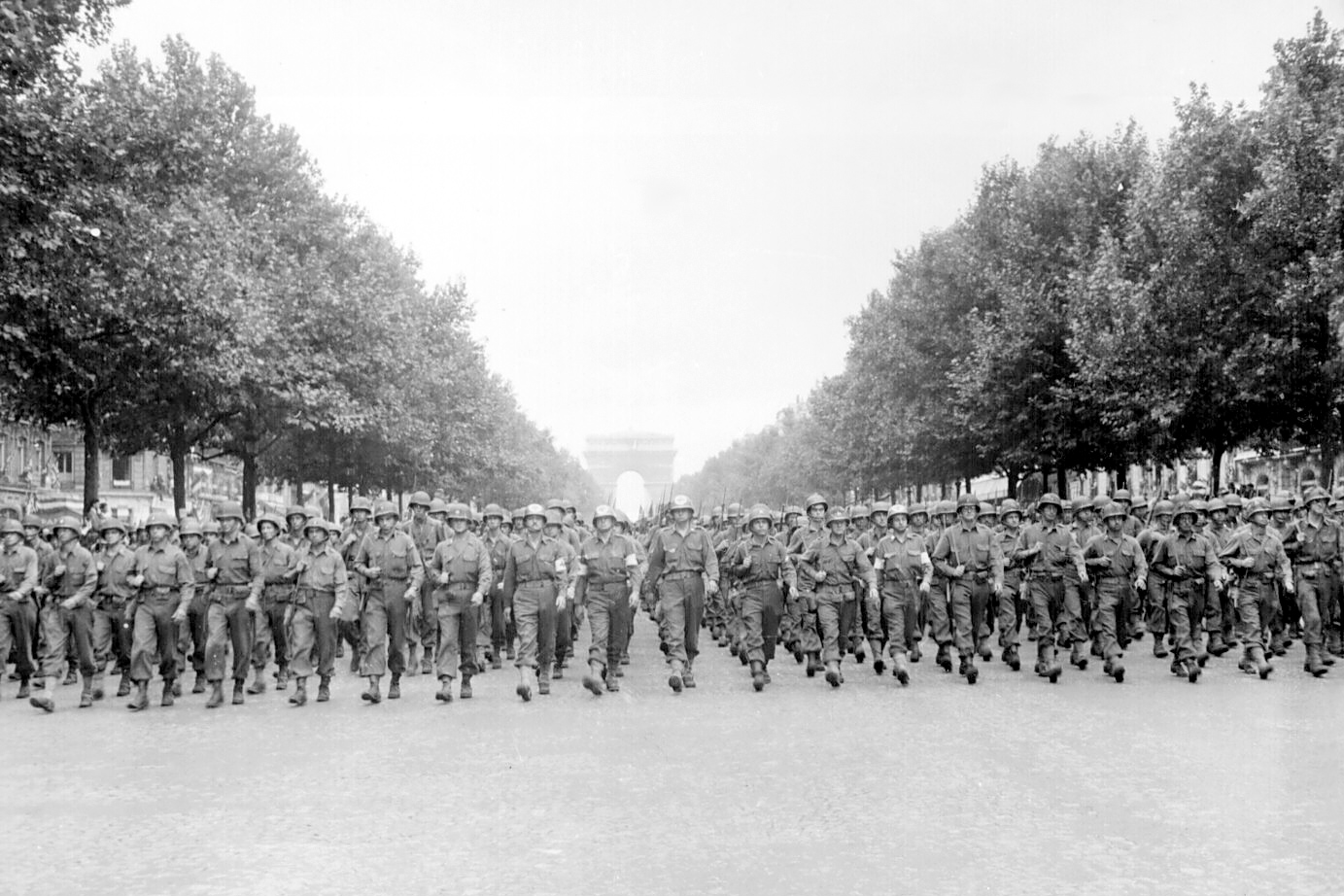
25 août : libération de Paris. Défilé des troupes américaines sur les Champs-Élysées le 29

- 20-21 Août : Libération de Mont-de-Marsan par les maquisards de Léonce Dussarrat.

- 19 - 26 août : Paris est libéré. Le général De Gaulle défile triomphalement sur les Champs-Élysées[114].
- 26 août : libération de Toulon par le général de Lattre de Tassigny[115].
- 28 août : libération de Nice et de Marseille[115].
- 1er septembre : début de la campagne de Lorraine (fin le 16 décembre)[116].
- 2 septembre : entrée en Belgique des forces américano-britanniques qui libèrent Bruxelles le 3 septembre[117].
- 4 septembre : les Alliés marchent sur le Rhin et occupent Anvers[118].
- 8 septembre : les premiers missiles V2 sont lancés sur Londres[119] à une distance de 300 km, à une vitesse de 3 500 km/h. 46 % d’entre eux touchent leur cible.
- 11 septembre : les troupes alliées (1re armée américaine) passent l’Our et entrent en Allemagne ; elles atteignent Aix-la-Chapelle le 13 septembre[120].
- 12 septembre : ouverture de la deuxième conférence de Québec réunissant Churchill, Mackenzie King et Roosevelt. Elle est consacrée surtout à l’avenir de l’Allemagne. Le plan Morgenthau propose d’en faire un pays essentiellement agricole[121].
- 15 septembre :
  - libération de Nancy[122].
  - début de la guerre de Laponie entre la Finlande et l’Allemagne pour le contrôle des mines de nickel de la région de Petsamo[123] (fin en avril 1945).

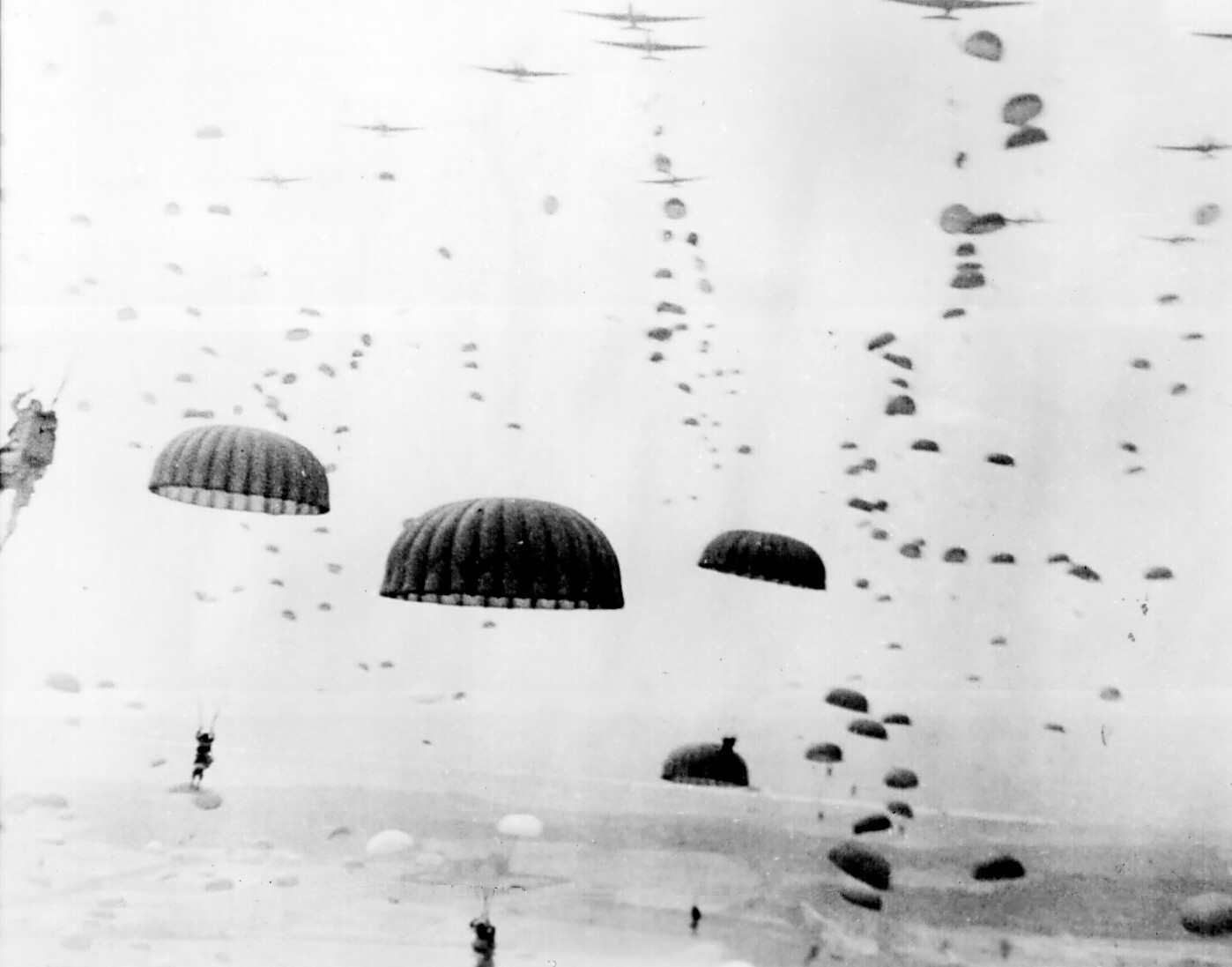
17-26 septembre : opération Market Garden.

- 17-27 septembre : échec de l’opération aéroportée Market Garden, la plus importante de la guerre, sur Arnhem. Montgomery voulait prendre les ponts sur la Meuse, le Waal et le Rhin[122]. Les opérations sur la Ligne Siegfried sont suspendues[120].
- 19 septembre : 
  - l'armistice de Moscou est signé par la Finlande et l'Union soviétique, mettant fin à la guerre de Continuation ;
  - début de la bataille de la forêt de Hürtgen, au sud d’Aix-la-Chapelle (fin le 13 décembre)[124].
- 26 septembre : accord de Caserte entre le gouvernement grec en exil, conduit par Geórgios Papandréou, le commandement britannique au Moyen-Orient, le front de libération nationale (EAM)/l'Armée populaire de libération nationale grecque (ELAS) et la ligue nationale démocratique grecque (EDES), à Caserte en Italie[125].
- 26 septembre - 16 octobre : bataille de tanks d’Overloon aux Pays-Bas[126].
- 27 septembre - 13 décembre : bataille de Metz[116]. Reprise de l’offensive alliée en Lorraine[122].
- 1er octobre - 8 novembre : bataille de l’Escaut[127].
- 6 octobre : bombardement de Stralsund par l’aviation américaine[128].
- 7 octobre : la première armée américaine commandée par le général Hodges attaque les fortifications d’Aix-la-Chapelle ; le 21 la Wehrmacht y capitule et la ville devient la première grande ville allemande prise par les alliés à l’ouest[120].
- 12 octobre : Athènes et le Pirée sont libérés par les Britanniques[115].
- 14 octobre : le maréchal Rommel, soupçonné de complicité dans l’attentat de Rastenburg, est contraint de se suicider[129].

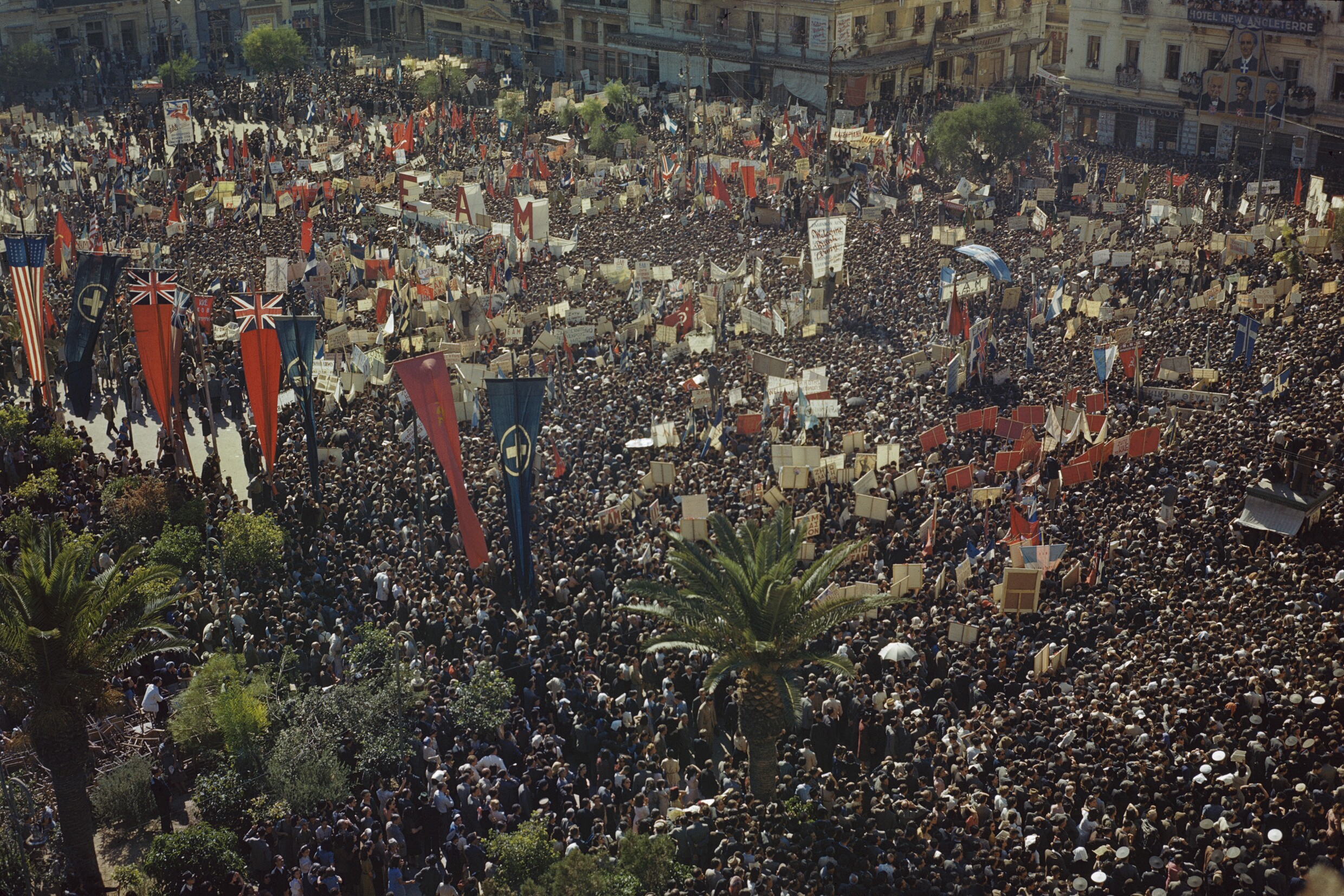
18 octobre : le Gouvernement grec en exil entre à Athènes.

- 18 octobre, Grèce : le gouvernement de Georges Papandreou arrive en Grèce. Rupture entre les communistes grecs et le gouvernement de Georges Papandreou après qu’il a décidé de désarmer les résistants avant le 10 décembre[115].
- 19 octobre, Espagne : opération sur le val d’Aran de la Junte d’union nationale (communiste). Elle se retire le 29 après son échec[130].
- 8 novembre : la reddition générale de la garnison allemande de l’île de Walcheren met fin à la bataille de l’Escaut. Les navires alliés obtiennent le libre accès au port d’Anvers le 28 novembre[131].
- 12 novembre : le cuirassé allemand Tirpitz est coulé par l’aviation britannique à Tromsø en Norvège[90].
- 13 novembre : De Gaulle rencontre Churchill, accompagné de De Lattre de Tassigny, au château Montalembert de Maîche, à la veille de l'offensive d'Alsace.
- 22 novembre : libération de Metz[122].
- 23 novembre : Leclerc et sa 2e DB libèrent Strasbourg, respectant ainsi le serment de Koufra[122].
- 25 novembre : manifestation insurrectionnelle à Bruxelles, à la suite de l’obligation faite aux résistants de rendre les armes. Elle se disperse à la suite de l'intervention des forces de l’ordre appuyées par les Alliés et la grève générale lancée par les communistes quelques jours plus tard échoue[132].
- 2 décembre : les communistes (EAM) déclenchent à Athènes une grève générale insurrectionnelle. Début de la guerre civile grecque. Les troupes britanniques interviennent et imposent un armistice le 8 janvier 1945[115].

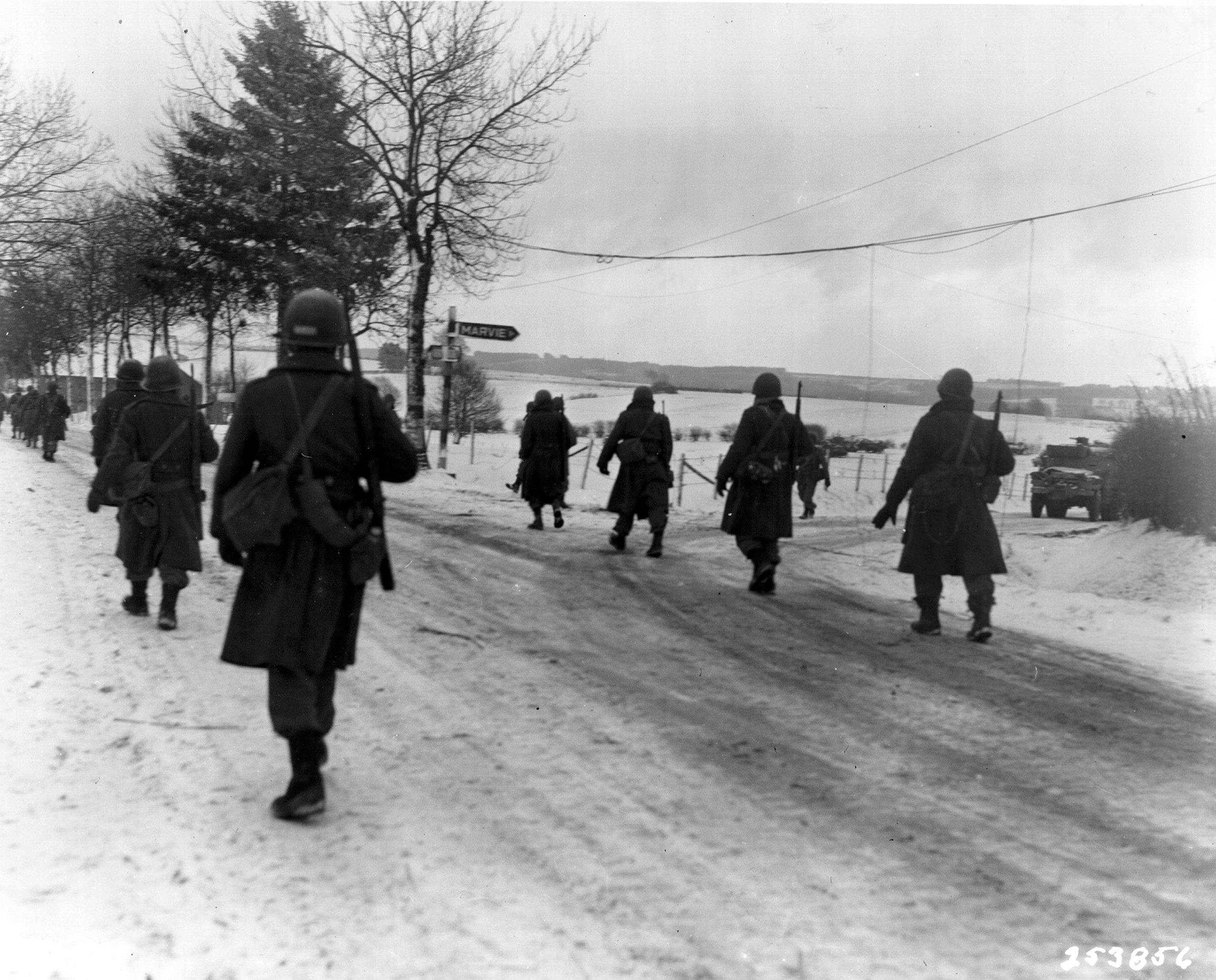
31 décembre, bataille des Ardennes : marche du 101st Airborne vers Bastogne.

- 16 décembre : contre-offensive allemande dans les Ardennes[122]. Le 21 décembre, Saint-Vith est prise[133].
- 26 décembre : contre-offensive alliée dans les Ardennes. L’encerclement de Bastogne est brisé[133].
- 30 décembre : premiers tirs de V3 tirés de la base allemande de Lampaden contre la ville de Luxembourg[134].

#### Europe orientale
- 3 janvier : l’Ukraine est reprise par l’Armée rouge, qui prend Olevsk, à l’ouest de Kiev[135], et atteint la frontière polonaise de 1939[136].
- 14 janvier : début de l’offensive Leningrad–Novgorod ; Pouchkine est libérée le 26 janvier, Leningrad le 27 janvier[137].
- 25 janvier - 17 février : victoire soviétique à la bataille de Tcherkassy en Ukraine[138].
- 27 janvier : Leningrad fête la levée du blocus allemand en place depuis deux ans et demi[139].
- 2 février-24 mars : offensives russes en direction de Narva, en Estonie (2-28 février : 1re offensive, 1er-16 mars : 2e offensive et 18-24 mars : 3e offensive)[140].
- 17 mars : négociation du Caire entre la Roumanie et les Alliés : cessation des combats contre l’Union soviétique, déclaration de guerre à l’Allemagne, libre passage des troupes alliées en Roumanie et réparations en contrepartie de la restitution de la Transylvanie du Nord[141]. Le Premier ministre roumain Ion Antonescu refuse les propositions du Caire.
- 18 mars : entrevue orageuse de Klessheim entre Miklós Horthy et Hitler, à l’issue de laquelle les troupes allemandes occupent la Hongrie par crainte d’un rapprochement du pays avec les Alliés (19 mars)[142].

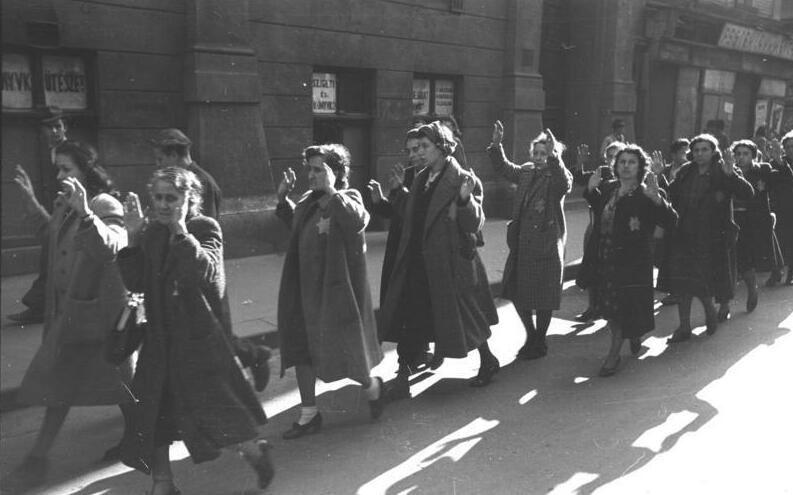
Arrestation de Juifs à Budapest en octobre 1944. Depuis 1941, environ 63000 Juifs hongrois sont morts au « service du travail » sur le front russe ou déportés en tant qu’apatrides. 440000 Juifs hongrois sur 762000 sont rassemblés dans des ghettos et déportés entre le 15 mai et le 8 juillet 1944. Une centaine de milliers survivront dans les camps. 105000 Juif de Budapest sur 230000 seront victimes des déportations après octobre 1944.

- 22 mars : avec le consentement d’Horthy, les Allemands installent un gouvernement, qu’ils contrôlent plus étroitement, dirigé par Döme Sztójay[142]. Celui-ci se lance dans une campagne de terreur contre tous les dissidents et les Juifs hongrois. Du 28 avril au 8 juillet, 437 402 Juifs de Hongrie sont déportés vers Auschwitz et la moitié d’entre eux sont gazés[143].
- 29 mars : l’Armée rouge passe le Prout et occupe une partie de la Roumanie[144]. Le 30 mars, elle entre à Cernowitz et le 24 août à Chisinau[145]. Des morceaux de territoires en Bessarabie et au nord de la Bucovine qui étaient roumains sont rattachés à l’Ukraine. L’Armée rouge achève la conquête de la Bessarabie et la Bucovine avant la fin du printemps.
- 4 avril : bombardement massif anglo-américain sur Bucarest[146].
- 8 avril : offensive soviétique en Crimée ; la garnison allemande de Sébastopol capitule le 13 mai[147].
- 10 avril : les Soviétiques reprennent Odessa[147].
- 9 juin : offensive soviétique en Carélie contre la Finlande[115], stoppée le 9 juillet à la bataille de Tali-Ihantala[148].
- 22 juin : début de l’opération Bagration, gigantesque offensive soviétique qui aboutit à la libération de la Biélorussie et porte l’avance russe sur la Vistule[147].
- 26 - 27 juin : la Légion des volontaires français contre le bolchevisme résiste à une attaque soviétique à la bataille de Bobr[149].
- 26 juin : l’armée russe encercle Vitebsk. Orcha capitule le 28 juin[147].
- 28 juin : prise de Mogilev en Biélorussie par les Soviétiques[147].
- 29 juin : prise de Bobrouïsk en Biélorussie par la 65e armée soviétique[147].
- 3 juillet : libération de Minsk par les troupes soviétiques[147].

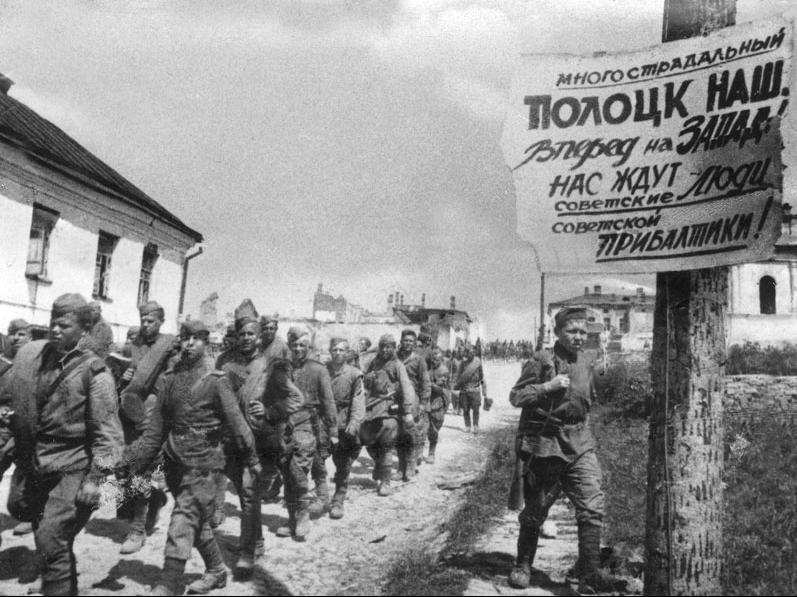
4 juillet : libération de Polotsk.

- 4 juillet : libération de Polotsk par les troupes soviétiques[150].
- 8 juillet : Miklós Horthy arrête les déportations de Juifs à Budapest[151].
- 13 juillet :
  - prise de Vilnius[152]. Les Soviétiques réoccupent la Lituanie, qui redevient une république soviétique. Ils exécutent environ 2 000 personnes pour collaboration avec les Allemands et déportent de nombreux anticommunistes vers la Sibérie.
  - début de l’offensive de Lvov-Sandomierz en Ukraine[152]. L’armée allemande est défaite près de Brody par les Soviétiques, du 18 au 22 juillet[153].
- 16 juillet : prise de Grodno par l’Armée rouge[154], qui poursuit son avance en Pologne.
- 18 juillet : avance russe en Europe de l’Est. L’Armée rouge du maréchal Constantin Rokossovski, aidée de quelques contingents polonais, entre en Pologne[152].
- 22 juillet, Moscou : le gouvernement soviétique encourage la création d’un Comité polonais de libération nationale, composé principalement de communistes qui s’installe à Lublin[4] et se proclame gouvernement provisoire de Pologne en décembre[155].
- 25 juillet : libération de Lublin[152].
- 27 juillet : libération de Bialystok[156] et de Siauliai[157] en Biélorussie et de Lvov[152] en Ukraine par l’Armée rouge.
- 29 juillet : l’Armée rouge est sur la Vistule, à 30 km de Varsovie.

- 1er août :

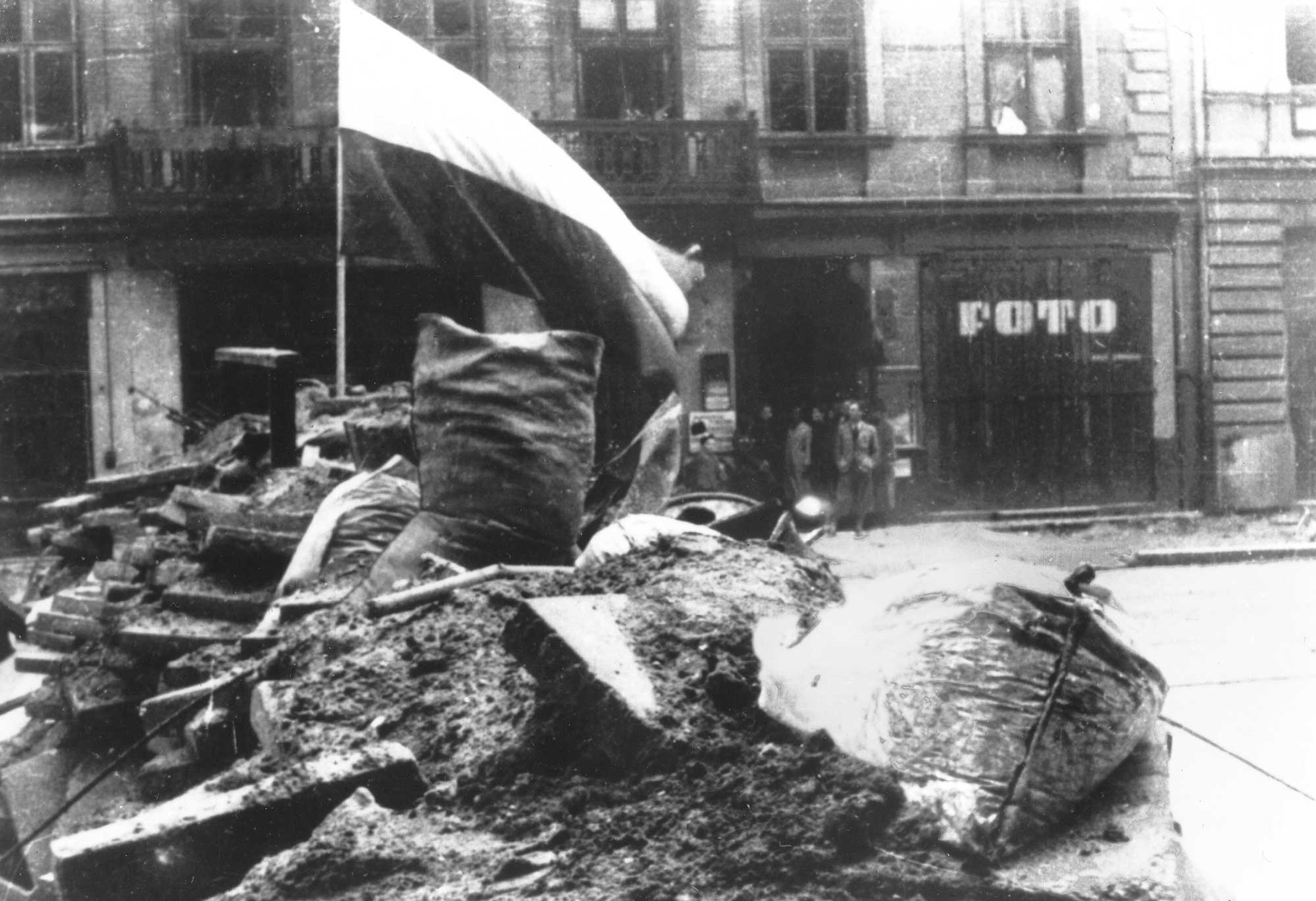
: insurrection de Varsovie

  - insurrection de Varsovie (fin le 2 octobre)[155].
  - l’Armée rouge prend Kaunas[158].
- 2 août : les derniers Tziganes du camp d’Auschwitz sont tués par le gaz[159].
- 3 août : l’Armée rouge est repoussée devant Varsovie par une contre-attaque allemande[160].
- 16-21 août : opération Doppelkopf, contre-offensive allemande dans les pays baltes[161].
- 20-30 août : offensive soviétique de Jassy–Kishinev en Roumanie orientale[162]. L’Armée rouge occupe Chisinau le 24 août[145]. La Moldavie conquise intègre l’Union soviétique.
- 23 août : le roi Michel Ier de Roumanie, par un véritable coup d’État, limoge Ion Antonescu qui est arrêté, et un gouvernement de coalition, le Front démocratique, est constitué avec des membres des Partis communiste, libéral et national paysan sous la direction du général Constantin Sănătescu. Le 25 août, le gouvernement roumain déclare la guerre à l’Allemagne et à la Hongrie[146]. L’Armée rouge entre à Bucarest déjà libérée le 31 août et un armistice est signé le 12 septembre.
- 29 août :
  - Slovaquie : insurrection du Conseil national slovaque qui tente de renverser le régime de Jozef Tiso, réprimée par les Allemands le 28 octobre[163].
  - Hongrie : malgré les protestations allemandes, Miklós Horthy charge le général Géza Lakatos de former un cabinet « mixte » en partie fidèle au régent, qui tente de revenir à une politique de neutralité[164].
- 4 septembre : demande d’armistice de la Finlande, signée le 19 septembre à Moscou. Fin de la guerre de Continuation[115].
- 5 septembre : les Soviétiques franchissent les Carpates et menacent la Hongrie ; le 12 septembre, l’Armée rouge se heurte à une contre-offensive allemande[165]. L’armée hongroise s’engage en Transylvanie du Sud contre les troupes roumaines et soviétiques.
- 6 septembre : les armées soviétiques passent le Danube et effectuent leur jonction avec les forces de Tito et lancent une offensive commune contre l’armée d’occupation allemande en Yougoslavie[166].
- 8 septembre : l’Armée rouge entre en Bulgarie et le 9 septembre un coup d’État amène le Front patriotique au pouvoir. Le 16 septembre, les Soviétiques entrent triomphalement à Sofia[167].
- 12 septembre : la Roumanie signe l’armistice à Moscou puis retourne les armes contre l’Allemagne et la Hongrie[115]. Les Allemands sont chassés du pays le 5 octobre[168]].
- 14 septembre-24 novembre : offensive soviétique en direction des Pays Baltes[169].
- 22 septembre : les troupes soviétiques entrent dans Tallinn, capitale de l’Estonie[169]. 30 000 Estoniens s’enfuient en Suède et 33 000 en Allemagne pour échapper au retour du pouvoir communiste[170].
- 23 septembre : les Soviétiques envahissent la Hongrie et prennent Temesvar et Arad[171]. Horthy décide d’envoyer une délégation qui arrive à Moscou le 1er octobre et signe un armistice préalable le 11 octobre[172].

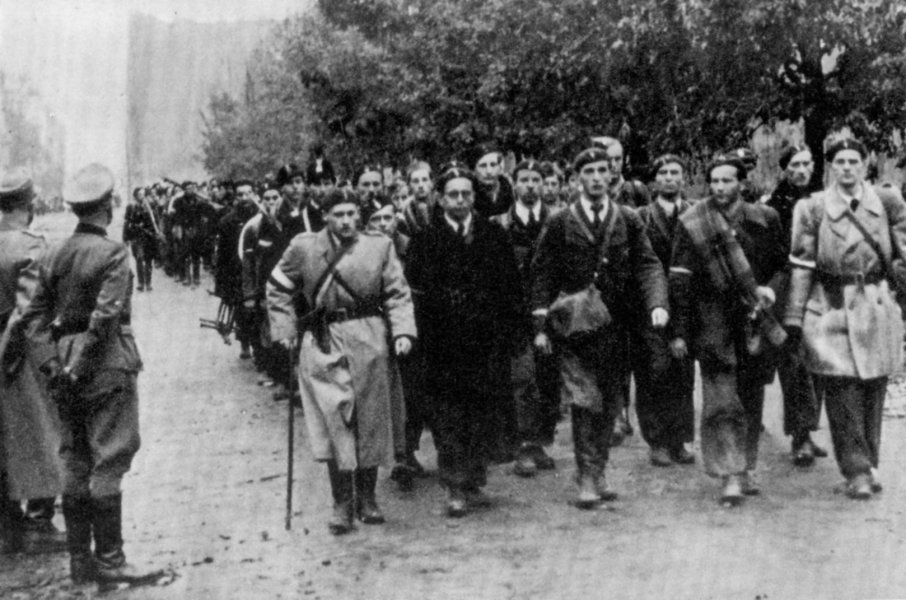
2 octobre : reddition de Varsovie.

- 2 octobre : le soulèvement de Varsovie est définitivement écrasé par les Allemands, qui détruisent systématiquement la ville après avoir déporté la population[155].
- 7 octobre :
  - soulèvement du Sonderkommando du Krematorium IV d’Auschwitz ; le soulèvement est réprimé, les déportés insurgés sont massacrés[173].
  - offensive de l’Armée rouge contre la Wehrmacht dans le nord de la Finlande et en Norvège. Petsamo est prise le 15 octobre, le port norvégien de Kirkenes le 27 octobre[174].
- 9 - 18 octobre : à la conférence de Moscou, Churchill et Staline partagent les Balkans en zones d’influence britannique et soviétique[115].
- 10 octobre : l’Armée rouge atteint la mer Baltique dans la région de Memel et coupe la retraite aux 26 divisions allemandes de Courlande[160].
- 13 octobre : l’Armée rouge prend Riga[161].

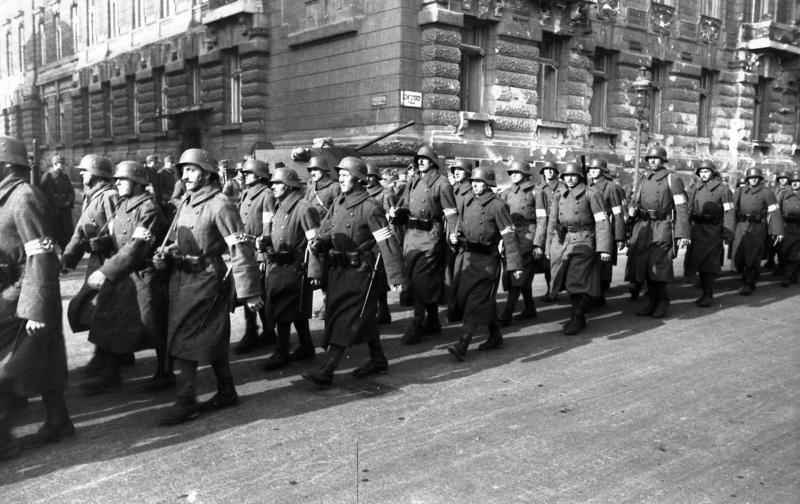
Les « Croix fléchées » défilent à Budapest.

- 15 octobre : Horthy annonce à la radio qu’il a demandé l’armistice et donne l’ordre de cesser le combat. Les Allemands prennent aussitôt position sur les points stratégiques. Un commando enlève le fils de Horthy. Ce dernier cède[115].
- 16 octobre :
  - le régent de Hongrie Miklós Horthy signe la nomination comme Premier ministre du chef des nazis hongrois, les « Croix fléchées », Ferenc Szálasi. Celui-ci proclame un nouveau gouvernement et lance les Hongrois dans la poursuite de la lutte aux côtés de la Wehrmacht en déroute. À partir du 20 octobre, le génocide des Juifs reprend, à la fois à Budapest et dans le reste du pays[172]. Les Croix fléchées se livrent également à des exécutions massives d’opposants au nouveau régime : ils capturent les chefs de la résistance militaire et les font exécuter, avec de nombreux autres résistants civils, patriotes, communistes et autres et reprennent la déportation des Juifs.
  - l’Armée rouge atteint la Prusse-Orientale ; son avance est stoppée début novembre[161].
- 19 octobre : les Allemands sont chassés de Belgrade par l’Armée rouge et la résistance yougoslave[166].
- 25 octobre : la Transylvanie du Nord est entièrement reconquise par les armées roumaine et soviétique. Elle est restituée à la Roumanie le 9 mars 1945[175].
- 17 novembre, Albanie : Enver Hoxha et les partisans communistes chassent les Allemands de Tirana[146].
- 6 décembre : un gouvernement à participation communiste est formé par le général Nicolae Rădescu en Roumanie[168].
- 10 décembre : à Moscou, en présence de Staline et de de Gaulle, signature par Molotov et Bidault du pacte franco-soviétique[176].
- 22 décembre, Hongrie : une Assemblée provisoire nationale s’installe à Debrecen et élit un gouvernement provisoire présidé par le général Béla Miklós de Dálnok ; le 23 décembre, l’Armée rouge encercle Budapest qui capitule le 13 février 1945[177].

## Décès en 1944

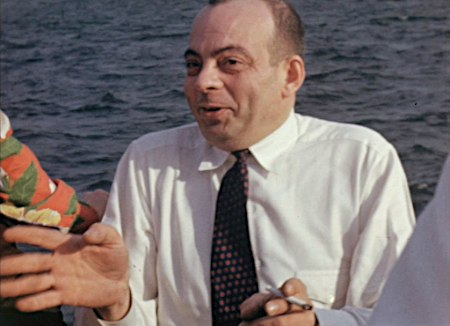
Antoine de Saint-Exupéry

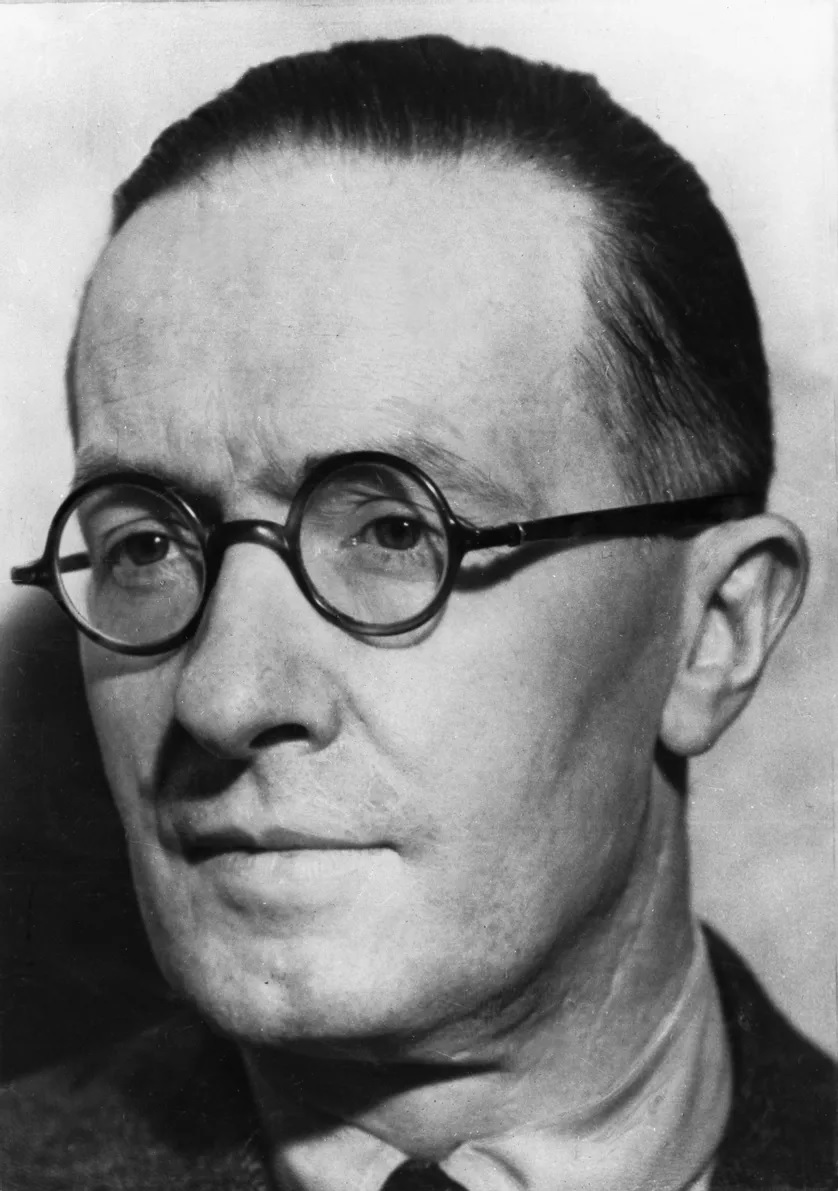
Jean Giraudoux

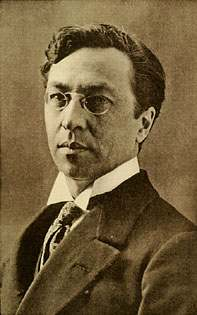
Vassily Kandinsky

Personnalités majeures décédées en 1944
- 23 janvier : Edvard Munch (peintre et graveur norvégien)
- 31 janvier : Jean Giraudoux (écrivain français)
- 1er février : Piet Mondrian (peintre néerlandais)
- 5 mars : Max Jacob (poète et romancier français)
- 7 juillet : Georges Mandel (homme politique français)
- 31 juillet : Antoine de Saint-Exupéry (écrivain et aviateur français)
- 27 septembre : Aristide Maillol (sculpteur et peintre français)
- 14 octobre : Erwin Rommel (militaire allemand)
- 24 octobre : Louis Renault (ingénieur et industriel français)
- 13 décembre : Vassily Kandinsky (peintre russe naturalisé français)
- 15 décembre : Glenn Miller (tromboniste et chef d'orchestre de jazz américain)
- 30 décembre : Romain Rolland (écrivain français)